# Stefan Lochner
Stefan Lochner foi um pintor alemão do final do estilo gótico, um dos mestres do denominado "estilo suave" (Weicher Stil) do gótico internacional.
Seu estilo, famoso pela aparência limpa, combinou o estilo gótico com o realismo flamengo e sua atenção aos detalhes. Trabalhou principalmente em Colônia e suas obras mais importantes estão hoje na catedral dessa cidade alemã. Morreu em 1451, provavelmente devido à peste negra.
Sua pintura mais famosa é A Madonna do Jardim das Rosas, uma obra cheia de simbolismos. A maçã na mão de Jesus, denota a superação do pecado original através da crucificação de Cristo. As asas dos anjos são semelhantes à cauda do pavão, uma ave que simboliza o renascimento espiritual, e assim, a ressurreição. O unicórnio simboliza a virgindade de Maria. Os morangos vermelhos simbolizam o martírio de Cristo; e suas folhas, formadas por três folhas menores, a Trindade. Por fim, as rosas têm um significado especial. Segundo uma lenda antiga, antes da queda, a rosa não tinha espinhos.